# Elvis Cole
Elvis Cole est un personnage de fiction qui apparait dans la série de romans policiers écrit par l'écrivain américain Robert Crais. Elvis Cole se proclame « le plus grand détective du monde ».

## Biographie du personnage
Elvis Cole est un ancien Ranger de l'armée américaine, décoré pour ces actions durant la guerre du Viêt Nam, et un ancien agent de sécurité.
Il est versé dans les arts martiaux : il maitrise le Wing Chun, le Tae Kwon Do, le Tai-chi-chuan, et pratique aussi le Hatha Yoga. Toutes ces activités ont généralement lieu sur la terrasse de sa maison. Il conduit un cabriolet Chevrolet Corvette Stingray « Jaune Jamaïque » de 1966, et porte des chemises hawaïennes. Pour se protéger, il porte un revolver Dan Wesson .38 dans un holster.
Il vit dans une maison en forme de A qui surplombe un canyon de la rue Woodrow Wilson, avec un chat aux oreilles déchiquetées qui a très mauvais caractère mais qui se montre gentil avec Joe Pike, le partenaire d'Elvis Cole.
Le bureau d'Elvis Cole est situé sur le Boulevard Santa Monica, et il y a plusieurs figurines des personnages de Walt Disney sur son bureau, ainsi qu'une horloge Pinocchio au mur. Il a exprimé le désir d'être comme Peter Pan, un éternel enfant sur le point de devenir adulte.
Il a une entière confiance en son partenaire peu loquace Joe Pike. Joe Pike est un ancien Marines ayant fait la guerre du Viêt Nam, un ancien policier du LAPD, qui travaille ponctuellement comme mercenaire et tient une armurerie. Il est resté un personnage assez mystérieux jusqu'au roman L.A requiem dans lequel son histoire et son enfance sont dévoilées.
Un autre personnage récurrent est le sergent Lou Poitras, de la division Hollywood Nord du LAPD. Elvis Cole l'appelle souvent lorsqu'il a besoin de renseignements ou de l'aide de la police. Carol Starkey est un autre personnage de la série.
La série des Elvis Cole a déjà reçu les prix littéraires Edgars, Anthony, Macavity et Shamus aux États-Unis.